# Roy Stanley Geiger

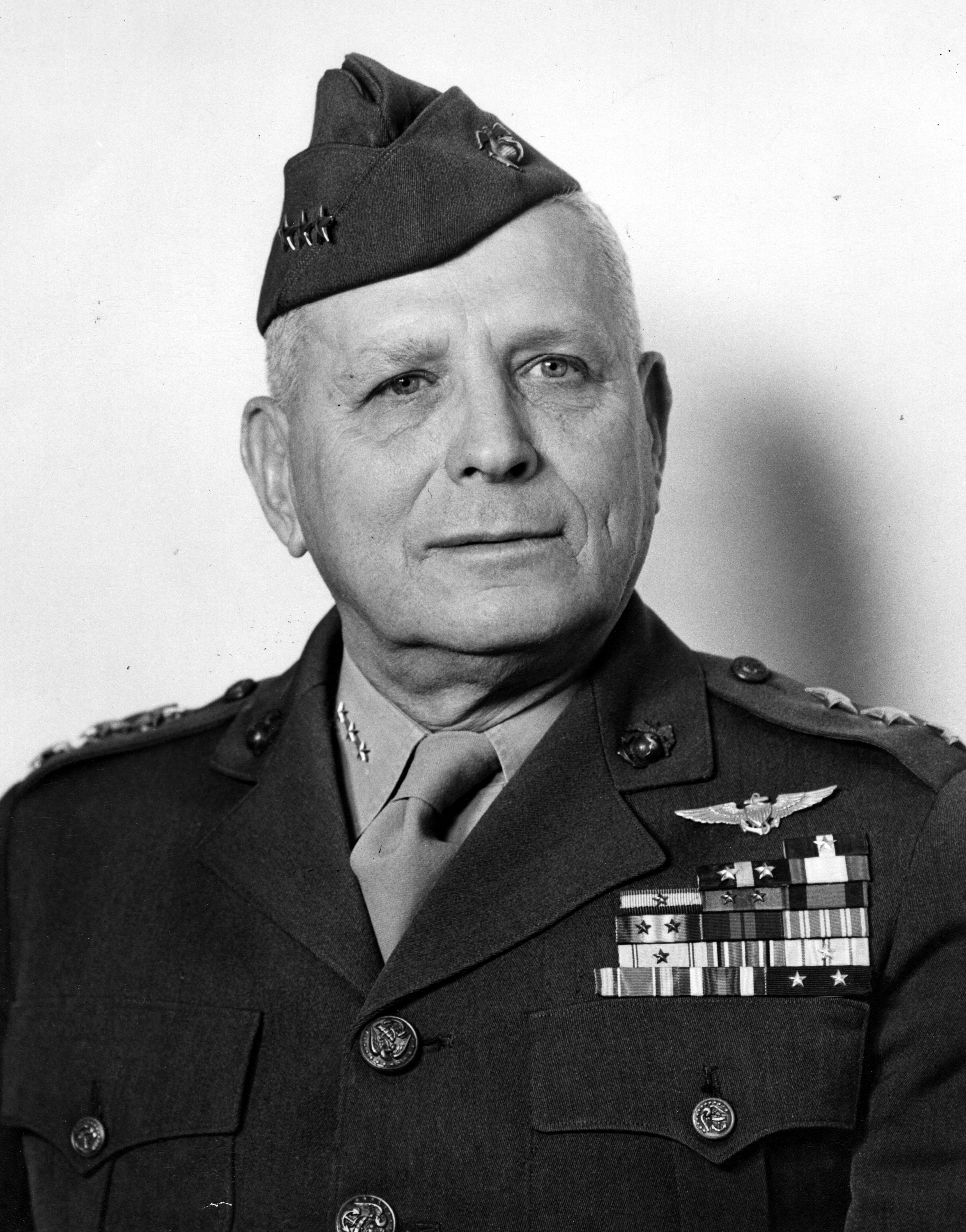
Roy Stanley Geiger.

Roy Stanley Geiger (25 de enero de 1885 - 23 de enero de 1947) fue un general del Cuerpo de Marines de Estados Unidos que durante la Segunda Guerra Mundial fue el primer militar de este cuerpo en dirigir un ejército.
Geiger dirigió la Tercera División Anfibia en la batalla de Okinawa, donde asumió el mando del Décimo Ejército de Estados Unidos tras la muerte en combate del teniente general Simon Bolivar Buckner. Geiger dirigió al ejército hasta su relevo por el general Joseph Stilwell. Por su parte en esta acción, fue condecorado con la Medalla al Servicio Distinguido.